# Nida (Lituania)
Nida è una città della Lituania, situata nella contea di Klaipėda. Essa è il capoluogo del comune di Neringa.

## Clima
| Nida (1961-1990) Fonte: NOAA     | Mesi         | Mesi         | Mesi         | Mesi        | Mesi        | Mesi        | Mesi        | Mesi        | Mesi        | Mesi        | Mesi         | Mesi         | Stagioni | Stagioni | Stagioni | Stagioni | Anno    |
| Nida (1961-1990) Fonte: NOAA     | Gen          | Feb          | Mar          | Apr         | Mag         | Giu         | Lug         | Ago         | Set         | Ott         | Nov          | Dic          | Inv      | Pri      | Est      | Aut      | Anno    |
| -------------------------------- | ------------ | ------------ | ------------ | ----------- | ----------- | ----------- | ----------- | ----------- | ----------- | ----------- | ------------ | ------------ | -------- | -------- | -------- | -------- | ------- |
| T. max. media (°C)               | −0,7         | −0,3         | 3,0          | 8,4         | 15,1        | 18,9        | 20,5        | 20,5        | 16,4        | 11,4        | 5,9          | 2,1          | 0,4      | 8,8      | 20,0     | 11,2     | 10,1    |
| T. media (°C)                    | −3,2         | −2,9         | −0,1         | 4,9         | 11,0        | 15,3        | 17,2        | 17,3        | 13,7        | 9,2         | 3,9          | −0,1         | −2,1     | 5,3      | 16,6     | 8,9      | 7,2     |
| T. min. media (°C)               | −5,8         | −5,5         | −2,6         | 2,3         | 7,8         | 12,1        | 14,4        | 14,6        | 11,3        | 7,0         | 2,0          | −2,4         | −4,6     | 2,5      | 13,7     | 6,8      | 4,6     |
| T. max. assoluta (°C)            | 10,5 (1983)  | 12,9 (1990)  | 20,5 (1968)  | 26,2 (1962) | 29,4 (1974) | 32,0 (1947) | 32,8 (1959) | 31,2 (1963) | 27,8 (1951) | 20,6 (1958) | 14,1 (1961)  | 10,9 (1961)  | 12,9     | 29,4     | 32,8     | 27,8     | 32,8    |
| T. min. assoluta (°C)            | −30,2 (1956) | −31,2 (1956) | −22,0 (1965) | −5,9 (1963) | −1,5 (1976) | 1,4 (1962)  | 7,8 (1984)  | 5,7 (1947)  | 2,9 (1976)  | −5,5 (1956) | −19,1 (1965) | −22,4 (1978) | −31,2    | −22,0    | 1,4      | −19,1    | −31,2   |
| Precipitazioni (mm)              | 45           | 28           | 34           | 33          | 41          | 52          | 77          | 82          | 83          | 79          | 84           | 63           | 136      | 108      | 211      | 246      | 701     |
| Pressione a 0 metri s.l.m. (hPa) | 1 014,6      | 1 015,8      | 1 014,5      | 1 013,4     | 1 015,3     | 1 013,7     | 1 013,1     | 1 013,8     | 1 014,3     | 1 015,8     | 1 012,5      | 1 012,4      | 1 014,3  | 1 014,4  | 1 013,5  | 1 014,2  | 1 014,1 |
| Tensione di vapore (hPa)         | 4,6          | 4,5          | 5,3          | 7,1         | 10,4        | 13,3        | 15,5        | 15,5        | 12,7        | 9,9         | 6,3          | 5,5          | 4,9      | 7,6      | 14,8     | 9,6      | 9,2     |
| Vento (direzione-m/s)            | 6,4          | 5,8          | 5,7          | 5,1         | 5,0         | 4,9         | 4,9         | 4,9         | 5,5         | 6,2         | 7,1          | 6,5          | 6,2      | 5,3      | 4,9      | 6,3      | 5,7     |